# نادي دهوك
نادي دهوك الرياضي هو نادي رياضي عراقي محترف، مقره دهوك، كردستان العراق. تأسس عام 1970، وينافس في دوري نجوم العراق. أكبر منافسي نادي دهوك هو فريق زاخو، وتسمى المباراة التي تجمع الفريقين بديربي بادينان أو ديربي الشمال.

## التأسيس
بدأت فكرة تأسيس نادي دهوك الرياضي من مجموعة شباب ورياضيين من أبناء المدينة عام 1970 وذلك لحاجتهم الماسّة بفتح نادي رياضي يستوعب ويصقل وينمي مواهبهم ويتسنى لهم ولأبناء المحافظة أن يمارسوا نشاطاتهم الرياضية من خلاله. الشباب الذين بدؤوا بالفكرة هم: نامق دزيي ورافع عادل وناجي براهيم وخالد حسن زاخوي وحسام الدين عبدا لله وسليم أمين ووليم أيشه وعبدا لواحد باجلوري يوسف فرنسو. بدؤوا برفع طلب إلى الاتحاد العراقي للموافقة بتأسيس النادي ويومها كان الطلب في 14/12/ 1971.
وبعد ثلاثة أشهر حصلوا على موافقة الاتحاد وتم رسمياً نادي معترفا ً من قبل الاتحاد في 14/3/1972. وخلال ثلاثة أشهر الانتظار للموافقة كان السيد نامق دزيى رئيساً مؤقتا للنادي وبعد الموافقة تم أول انتخابات رسمي للنادي وحصل رسمياً رافع عادل منصب إدارة النادي ونامق دزيى نائب له وجعفر عبد الرحمن كمكي وصلاح الدين عبد الله محمد طاهر وناجي إبراهيم طاهر وخالد حسين ويوسف فرنسو ومحمد سليم أمين الصفار أعضاء للنادي. بعد الموافقة والانتخابات بدأ نشاطات نادي دهوك تدريجياً وعلى مستوى المحافظة ومن ثم إلى مناطق باعتبار كان مراحل الدوري بدء بالأندية الريفية والمناطق الشمالية والجنوبية والوسطى.

## المسيرة الرياضية
استهل نادي دهوك لكرة القدم مشواره الكروي بالدوري الدرجة الريفية حتى عام 1974 - 1975 قرر النادي تعليق نشاطاته وذلك للمشاركة بالنضال القومي للدفاع عن حقوق الكوردية. وفي سنة 1976 بدأ نشاطات النادي، حيثً استهل النادي مشواره من الدرجة الثالثة، وفي عام 1978 حتى 1990 كان الفريق في درجة الثانية، أما في موسم 1990 -1991 لم يشارك الفريق في الدوري بسبب انتفاضة الكبرى. وبعدها شارك الفريق في موسم 1992-1993 من الدرجة الرابعة وصعد إلى الدرجة الثالثة.
- 1993-1994 شارك مع أندية الدرجة الثالثة واستطاع أن يترشح إلى أندية الدرجة الثانية وفي موسم 1994-1995 شارك في الدوري الدرجة الثانية وحصل على مركز الأول وتأهل إلى الدرجة الأولى.

- 1995-1996 بقي الفريق من الدرجة الأولى.

- 1996 -1997 شارك الفريق في دوري أندية الدرجة الأولى. وأحرز منها اللاعب عمر أحمد رشيد لقب هداف الدوري برصيد (25) هدفا ً. وترتيب الفريق جاء سادسا.

- 1997-1998 في هذا الموسم وضع النادي قدما علی سلم المجد والبطولات بعدما أحرز بطولة الدوري لأندية الدرجة ألأولی والذي يعتبر أول إنجاز کبير للنادي، وليتأهل الی الدوري الممتاز

- 1998-1999 حصل الفريق في الدوري الممتاز على المركز التاسع.

- 1999-2000 حصل الفريق في الدوري العراقي الممتاز على المركز الخامس وقد برز الفريق كقوة ضاربة جديدة من فرق المحافظات بعد احتلاله للترتيب الخامس بعد الفرق الجماهيرية الأربعة وذلك خلال مشاركته الثانية في البطولة.

- 2000-2001 في هذا الموسم استطاع دهوك أن يحتفظ بمركزه الخامس خلف فرق العاصمة الأربع الزوراء والجوية والشرطة والطلبة، وجاء لاعبه حسين عبد الله في المرکز الثاني في صدارة الهدافين برصيد 21 هدفا
- 2001-2002 حصل الفريق على المركز السابع من الترتيب الدوري النخبة وحصل مهاجمه حسين عبد الله على ثاني هداف من الدوري برصيد 29 هدفا ً.

- 2002-2003 حصل على المركز العاشر من الترتيب الدوري الدرجة الأولى بعد أن تم تغيير التسمية.

- 2003-2004 لم يكن هناك دوري.

- 2004-2005 تغير نظام الدوري إلى المجموعات والتصفيات بمشاركة 36 فرق من مختلف المحافظات وتم تسمية أربعة مجموعة وكان دهوك في مجموعة الشمالية. حقق الفريق من مجموعته الشمالية المركز الثاني خلف الجوية بفارق نفطة واحدة. وتأهلت ثلاثة فرق من كل مجموعة ويصبح 12 فريقاً وعن طريق القرعة تم تقسيمها إلى أربعة مجموعات ولم يستطيع الفريق أن يتأهل إلى دور نصف النهائي.

- 2005-2006 تأهل الفريق إلى المرحلة الثانية ضمن نظام المجموعات ولم يتأهل إلى المربع الذهبي بعد أن حل ثانيا في مجموعته.

- 2006-2007 شارك الفريق ضمن المجموعة الثانية بعد التصفيات ولم يحالفه الحظ في الوصول إلى المربع الذهبي.

- 2007-2008 حصل الفريق على المربع الذهبي بعد صراع طويل في دوري المجموعات حيث تأهل من المجموعة الشمالية. ومن ثم تأهل ضمن مجموعته من المرحلة النهائية واحتل المركز الأول وصعد لأول مرة إلى المربع الذهبي. وخسر في نصف النهائي أمام الزوراء واحتل رابعاً من المربع الذهي بعد أن خسر أيضاً أمام الجوية.

- 2008-2009 فاستطاع الفريق أن يكون أحد أفضل ثلاثة أندية في الدوري وكان قاب قوسين في المركز الأول والتتويج.

- 2015-2016 انسحب الفريق من الدوري الممتاز وتم انزال النادي إلى دوري الدرجة الأولى بعد الممتاز
 يوجد لدى النادي فريق آخر مشارك في دوري أندية كوردستان للدرجة الأولى الذي انطلق ولأول مرة في الموسم 2003-2004، وفي عام 2004 شارك هذا الفريق وللمرة الأولى في تاريخ الإقليم في بطولة كاس الإقليم وبمشاركة 32 ناديا يمثلون محافظات إقليم كردستان (سليمانية، أربيل، كركوك، دهوك). وفي عام 2005 أحرز الفريق المركز الثالث بعد أن فاز في المباراة الختامية على فريق ئارارات.[1]

## البطولات التي شارك بها
- بطولة كأس الاتحاد الآسيوي: عام 2001 و 2013

- بطولة كاس العراق: (2016/2015)، (2013/2012)، (2003/2002)، (2002/2001)، (1999/2000)، (1999/1998).[1]
- الدوري العراقي الممتاز:(2016/2015)، (2015/2014)، (2014/2013)، (2013/2012)، (2012/2011)، (2011/2010)، (2010/2009)، (2009/2008)، (2008/2007)، (2007/2006)، (2006/2005)، (2005/2004)، (2004/2003)، (2003/02002)، (2002/2001)، (2000/2000).

## تاريخ أطقم النادي
| السبعينيات             | طقم من 1979 | أول استخدام للون الأصفر في 1980 | الأخضر 1991 | طقم من 2000s | أول طقم لكأس الاتحاد الآسيوي |
| الفائز بدوري 2009/2010 |             |                                 |             |              |                              |

## مدربو النادي
- نعمت محمود
- حميد محمو
- حسين حسن
- أمير عبد العزيز
- رسن بنيان
- ناظم شاكر
- هادي مطنش
- محمد طبرة
- ناطق هاشم
- فيصل عزيز
- باسم قاسم
- شاكر محمود
- كاظم مطشر (مدرب الناشئين)
- باسم قاسم)

## التشكيلة الحالية
ملاحظة: تشير الأعلام إلى المنتخب بحسب قواعد الأهلية المعتمدة من قبل الفيفا؛ تنطبق بعض الاستثناءات المحدودة. وقد يحمل اللاعبون أكثر من جنسية لا تعترف بها الفيفا.
| الرقم | البلد    | المركز | اللاعب            |
| ----- | -------- | ------ | ----------------- |
| 1     | العراق   | حارس   | عدي طالب          |
| 2     | العراق   | مدافع  | عدنان عطية        |
|       | العراق   | مدافع  | سعد ناطق          |
| 3     | سوريا    | مدافع  | علي دياب          |
| 8     | العراق   | مدافع  | خالد مشير         |
| 5     | العراق   | مدافع  | جاسم محمد حاجي    |
| 6     | سوريا    | وسط    | برهان احمد صهيوني |
| 8     | العراق   | وسط    | صالح سدير         |
| 9     | العراق   | مهاجم  | إبراهيم غازي      |
| 10    | العراق   | مهاجم  | جاسم محمد سليمان  |
| 11    | سلوفينيا | مهاجم  | ماريو ميدينجك     |

| الرقم | البلد   | المركز | اللاعب               |
| ----- | ------- | ------ | -------------------- |
| 12    | العراق  | حارس   | علاء كاطع            |
| 13    | العراق  | حارس   | حيدر رعد مجيد        |
| 14    | العراق  | مدافع  | فيصل جاسم            |
| 15    | العراق  | وسط    | علي بهجت             |
| 23    | العراق  | وسط    | آماد إسماعيل         |
| 17    | العراق  | وسط    | جواد كاظم            |
| 18    | العراق  | وسط    | أسامة علي            |
| 19    | العراق  | وسط    | وسام زكي             |
| 20    | العراق  | مهاجم  | مراد كردي            |
| 21    | العراق  | مهاجم  | محمد حسن زبون        |
| 22    | العراق  | مهاجم  | حسين كريم            |
| 23    | العراق  | مهاجم  | ازاد احمد            |
| 24    | العراق  | مهاجم  | مهند عبد الرحيم كرار |
| 25    | العراق  | وسط    | سيف كاظم             |
|       | السنغال | وسط    | خادم رسول            |

## الإنجازات والألقاب

### ألقاب دولية
- دوري أبطال الخليج:
  - فوز (1): 2024–25

### ألقاب محلية

#### وطنية
- دوري نجوم العراق:
  - فوز (1): 2009–10
- كأس العراق
  - فوز (1): 2024-25
- الدوري العراقي الممتاز:
  - فوز (1): 1997–98
- الدوري العراقي الدرجة الأولى:
  - فوز (1): 1994–95

#### إقليمية
- الدوري الكردستاني الممتاز:
  - فوز (1): 2006–07

## ملعب دهوك

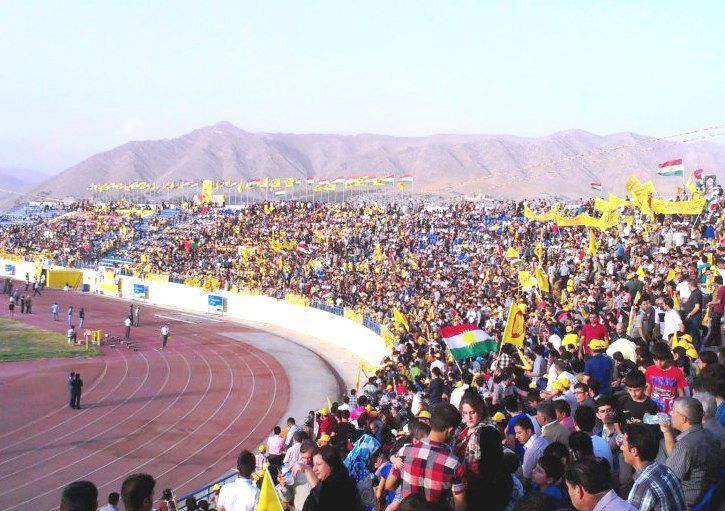
ملعب دهوك خلال إحدى المناسبات

ملعب دهوك هو ملعب يستخدم لمباريات كرة القدم لنادي دهوك العراقي يقع في دهوك في العراق ويتسع ل 30 الف متفرج اكبر تجميع جماهير في نهائي كأس خليج للأندية حيث بلغ 40 الف حضور
تم بناء هذا الملعب بشكل مبسط عام 1986 ثم جرى ترميمها وتكبيرها عام 1998.
تقام مباريات نادي دهوك في الدوري العراقي على هذا الملعب، كما استضافت الملعب مباريات دوري الممتاز العراقي سنة 2006/2007.
ويضم الملعب أيضا قاعة مغلقة تقام فيها مباريات كرة السلة واليد والطائرة.

## روابط خارجية
- صفحه‌ نادی دهوك علی افیسبوك  على فيسبوك.
- موقع نادي دهوك